# St. Elisabeth (Nürnberg)
Koordinaten: 49° 27′ 0,3″ N, 11° 4′ 10,8″ O

Pfarrkirche St. Elisabeth

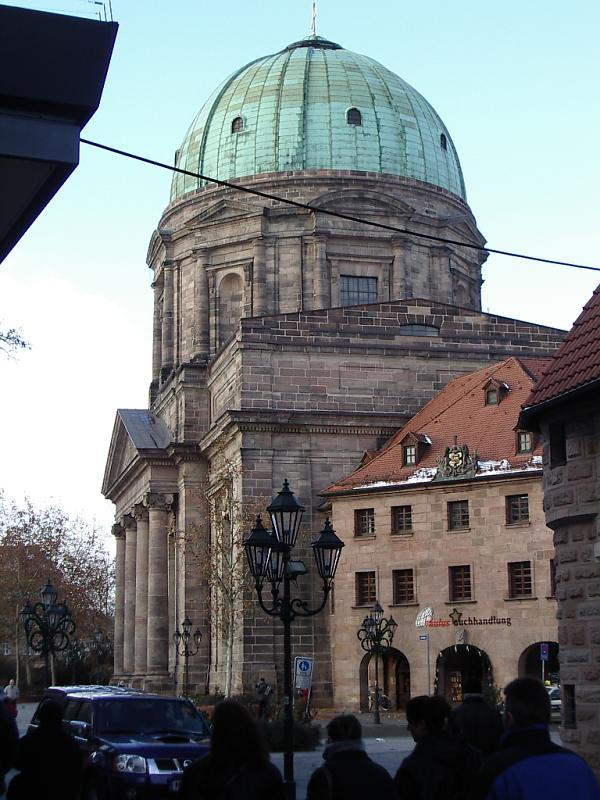
Pfarrkirche St. Elisabeth von Osten

Die Elisabethkirche ist eine römisch-katholische Stadtpfarrkirche in Nürnberg. Sie befindet sich am Jakobsplatz, gemeinsam mit der Jakobskirche.

## Vorgeschichte
Im Jahre 1209 schenkte König Otto IV. dem Deutschen Orden den Reichshof vor Nürnberg. Dort gründete der Orden noch im gleichen Jahr eine Kommende, zu der auch ein Hospital und eine Kapelle gehörten. Diese Hauskapelle wurde später der 1235 heiliggesprochenen Elisabeth von Thüringen geweiht. Nach der Reformation war die Elisabethkirche die einzige katholische Kirche auf dem Gebiet der protestantischen Reichsstadt Nürnberg. 1600 und 1601 gründlich erneuert, wurden ihr 1675 zusätzlich ein Marien- und ein Thomasaltar hinzugefügt. Nachdem man 1675 eine Orgel eingebaut hatte, kam es 1679 zu einer weiteren Altarstiftung.
Da die kleine gotische Kirche bereits im Ausgang des 17. Jahrhunderts nicht mehr für die Zahl der Gottesdienstbesucher ausreichte, bemühte sich der Deutsche Orden um eine Erweiterung derselben, erlebte hierbei jedoch den Widerstand des Stadtmagistrats. Die Verhandlungen zum Neubau einer Kirche gingen von 1718 bis Mai 1780. Schließlich willigte der Stadtmagistrat ein, doch durfte kein Glockenturm errichtet werden. 1784 kam es zum Abbruch der alten Elisabethkirche.

## Baugeschichte

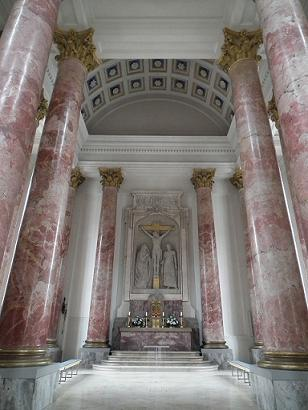
Chorraum der Elisabethkirche

Franz Ignaz Michael Neumann, der Sohn des berühmten Architekten Balthasar Neumann, entwarf nun die Pläne für den Neubau, dessen Grundstein am 19. Mai 1785 gelegt wurde. Nachdem Neumann jedoch bereits am 29. September 1789 verstorben war, wurde der Bau dem Mannheimer Peter Anton von Verschaffelt übertragen, der sogleich mehrere klassizistische Pläne anfertigte. Die enormen Baukosten führten noch 1789 dazu, dass Verschaffelt den Bauauftrag niederlegte. Noch im gleichen Jahre beauftragte man erst den aus Eichstätt stammende Architekten Maurizio Pedetti und dann den Schwarzenberger Architekten Joseph Scholl mit der Ausarbeitung billigerer Baupläne. Da diese jedoch keine Zustimmung fanden, ging der Bauauftrag 1790 an Wilhelm Ferdinand Lipper aus Münster. Dieser ließ die Bauabschnitte seiner Vorgänger teilweise wieder abreißen und lehnte sich erneut an die Vorstellungen Verschaffelts an. 

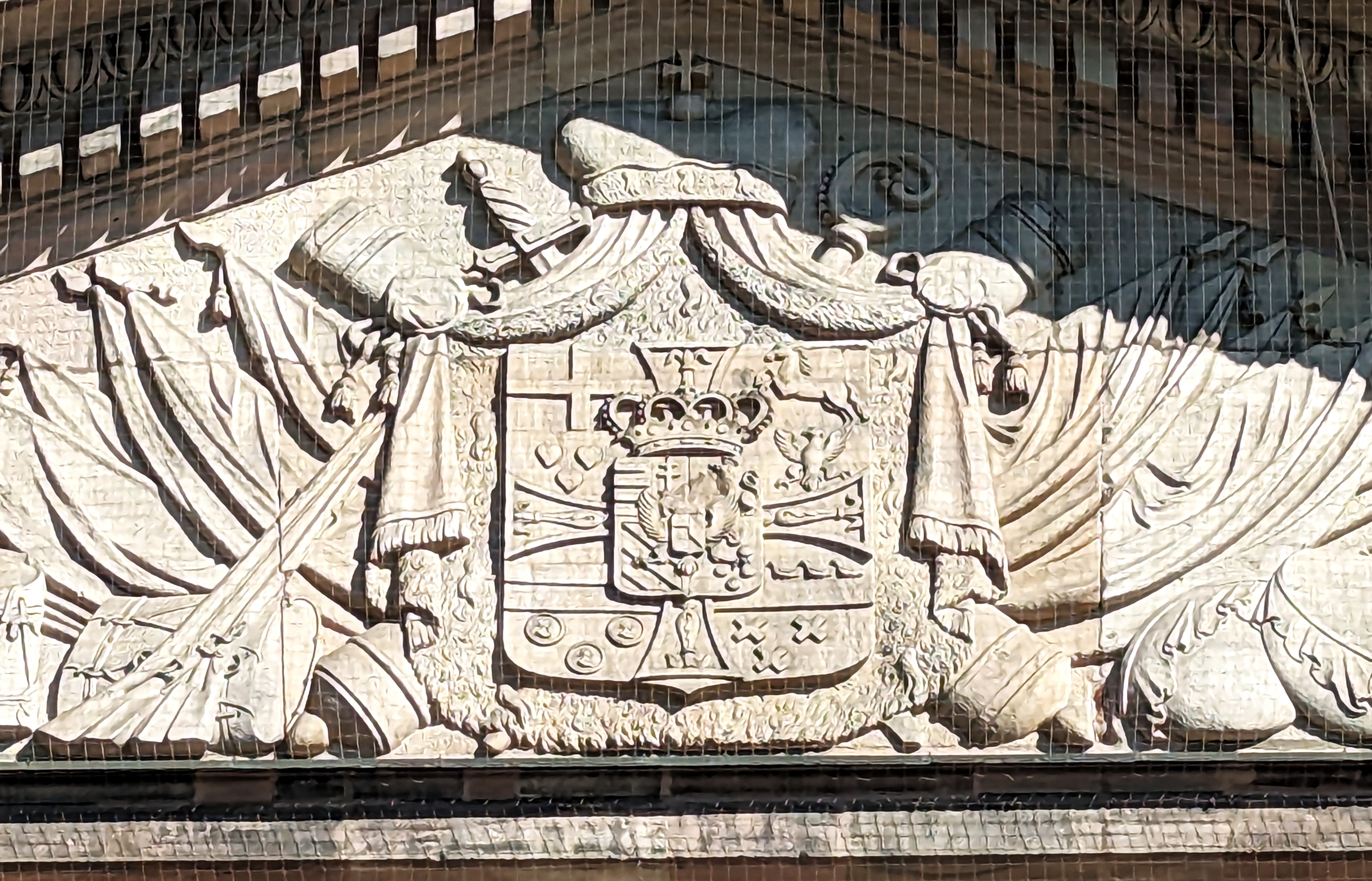
Wappenrelief des Hochmeisters Maximilian Franz von Österreich am Giebel

Als Lipper im Jahre 1800 verstarb, übernahm der Mergentheimer Hofkammerrat den Bau und führte ihn weiter. Am Giebel zum Jakobsplatz hin findet sich das Wappen des damaligen Hochmeisters Maximilian Franz von Österreich († 1801). Schließlich konnte 1802 Richtfest gefeiert und 1803 die Kuppel mit dem goldenen Ordenskreuz bekrönt werden. Doch kam man nicht mehr viel weiter, da die Kommende 1806 säkularisiert wurde.
Nachdem das Erzbistum Bamberg den Kirchenbau am 27. Januar 1885 erworben hatte, begann man ab 1899 mit der Fertigstellung nach den ursprünglichen Plänen. 1903 war der Kirchenbau vollendet, 118 Jahre nach der Grundsteinlegung.

## Kirchenbau
Der klassizistische Kirchenbau gliedert sich in drei Räume. Hierbei handelt es sich um ein Quadrat, das in der Mitte auseinandergezogen und durch einen Rundbau durchbrochen ist. Eingangsbereich und Chor werden von einem Tonnengewölbe überspannt. Der Rundbau, 17 Meter im Durchmesser, trägt eine 50 Meter hohe Kuppel. Innerhalb des Kirchenraumes befinden sich 40 Säulen. Ihre Anordnung führt dazu, dass jeder der drei Kirchenbereiche wie ein eigenständiger Raum wirkt.
Die Anzahl der Säulen und ihre rote Färbung erinnern an den Heiligen Geist. Und tatsächlich gab es im 18. Jahrhundert auch die Planung eines Altarbildes mit einem Heiliggeistmotiv.

### Eingangsbereich
Im Zentrum des Eingangsbereichs befindet sich ein Taufbecken aus dem Jahre 1903. An der linken Wand befindet sich eine Relief-Plastik (Die Krone der heiligen Elisabeth) der amerikanischen Künstlerin Kiki Smith.

### Kuppelbau

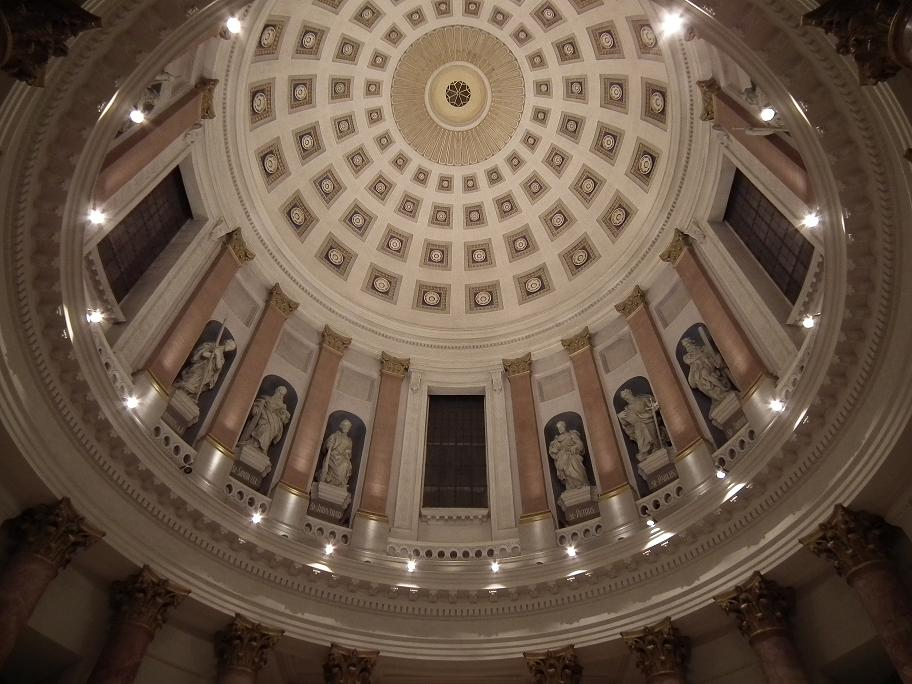
Blick in die Kuppel von St. Elisabeth

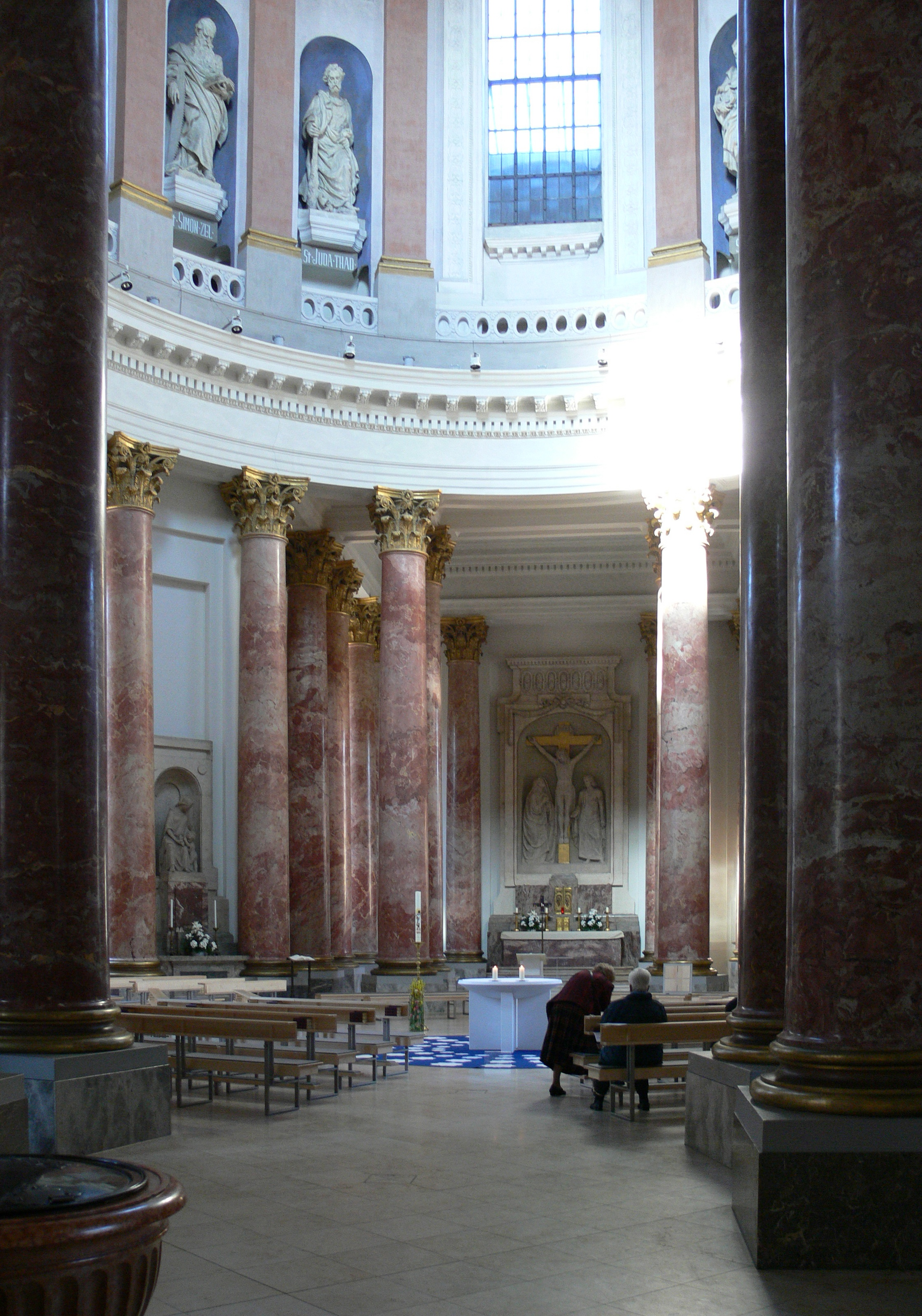
Innenansicht

Im Tambour der Kuppel sind zwölf Apostelstatuen aufgestellt. Beidseitig gibt es große Portale und zwischen diesen und dem Eingangs- beziehungsweise Choreingang vier Altäre, den Elisabeth-, Marien-, Josefs- und Thomasaltar. Letzterer wurde durch Luis Rauschhuber gestaltet. Jeder Altar ist mit einer Skulptur des jeweiligen Patrons geschmückt. In der Mitte, unter der Kuppel, befindet sich an zentraler Stelle der Zelebrationsaltar in weißem Marmor. Unmittelbar vor dem Altar ist im Boden eine Reliquie der heiligen Elisabeth eingelassen. Vor dem Eingang zum Chor befindet sich der Ambo. An der Konzeption der Kirchenbänke beteiligte sich der in Nürnberg lebende Künstler Peter König.

### Chor
Der Hochaltar am Kopf des Chores wird von einer steinernen Kreuzigungsgruppe überragt, deren Kreuz vergoldet ist. In den Nischen links und rechts befinden sich zwei neoklassizistische Beichtstühle. Ein tragbarer Altar, seit dem 24. April 2009 im Chorraum, besteht aus Plexiglas. Er wurde vom Künstler Peter König mitgestaltet.

## Innere Ausrichtung
Taufbecken, Altar, Ambo und Hochaltar stehen auf einer Linie. Durch die mittige Anordnung des Altars wird besonders der Mahlcharakter der Eucharistiefeier hervorgehoben. Auf den ersten Blick sitzen die Gläubigen um den Altar herum. Faktisch ist jedoch die Seite zum Chor der Kirche ein in sich geschlossener Altarraum und der Platz aller an der Liturgie Beteiligten. Fast unbemerkt hat man dort modernen und klassischen Aufbau miteinander verbunden.

## Krypta
Die Krypta unterhalb des Eingangsbereiches der Elisabethkirche war ursprünglich ein Kellerraum. Der Raum ist ganz in rötlichem Sandstein gehalten und besitzt ein Tonnengewölbe. Von der Seite zu betreten, befindet sich an der Stirnseite ein offener Tabernakel, in dem den ganzen Tag eine Monstranz ausgestellt ist. Über und unter dem Tabernakel befinden sich Bildhauerarbeiten von Heinrich Schreiber, oben der Prophet Elias, dem ein Engel Brot und Wasser bringt. Unterhalb des Tabernakels strecken sich viele Hände nach den 5 Broten und 2 Fischen der Brotvermehrung aus. Durch das Halbdunkel und das Tonnengewölbe hat die Krypta eine fast mystische Atmosphäre. Seit Oktober 2009 befindet sich in der Krypta eine von Luis Rauschhuber gefertigte Schutzmantelmadonna. Ebenfalls von Rauschhuber stammt die Darstellung des Barmherzigen Vaters, Tusche auf Elefantenhaut, am Treppenabgang zur Krypta, die der Künstler der Kirche schenkte.

## Orgel

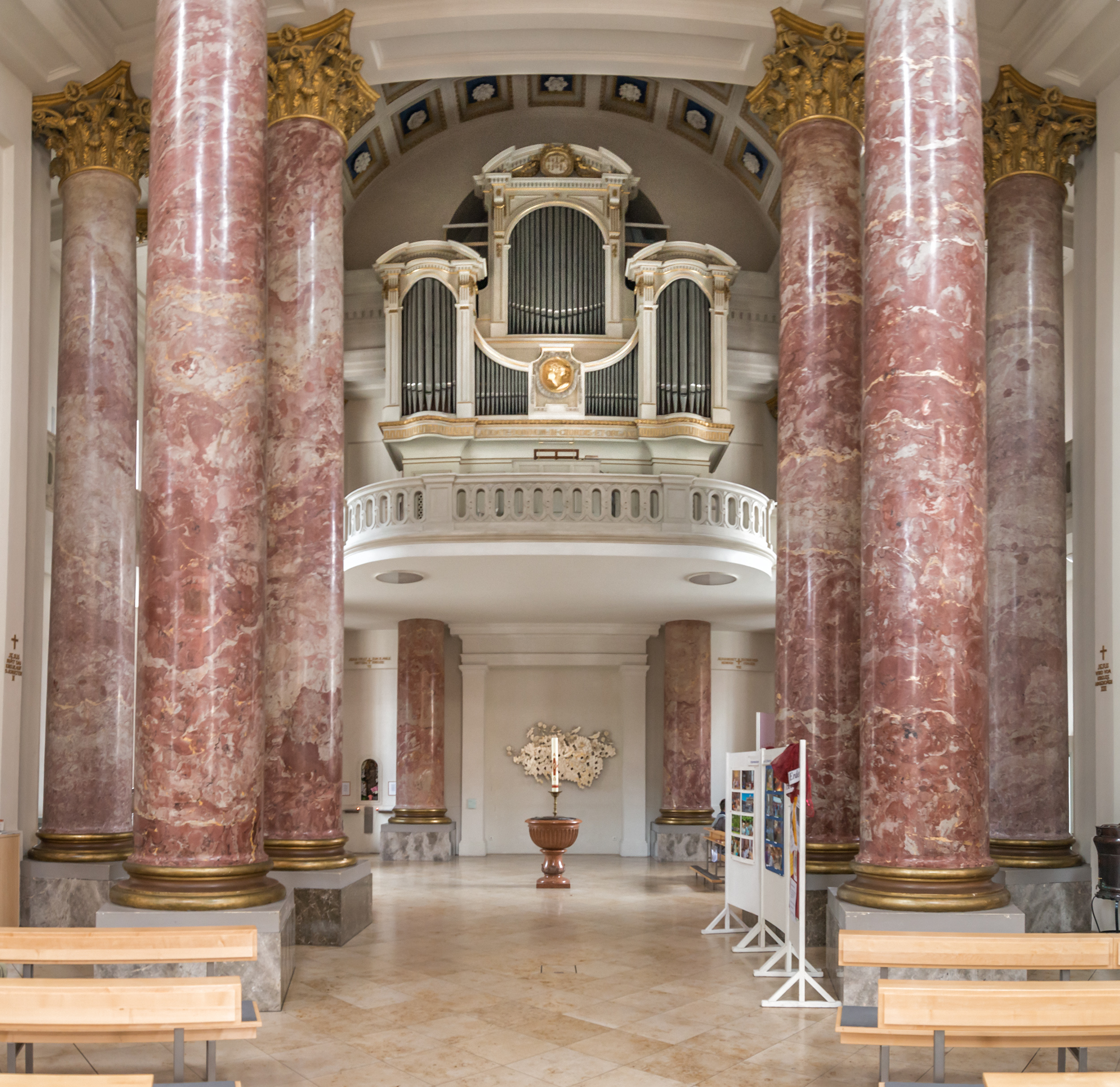
Blick auf die Orgel

Die Orgel der Elisabethkirche wurde 1903 von Bittner (Eichstätt) erbaut und ist in original erhaltenem Zustand die älteste Orgel Nürnbergs. 1994 ergänzte Jörg Maderer Orgelbau, Nürnberg einen zweiten Magazinbalg auf der Orgelempore (baugleich zum vorhandenen Magazinbalg auf dem Dachstuhl); 2010–2013 erfolgte eine Restaurierung durch Münchner Orgelbau Johannes Führer. Das Instrument hat 35 Register (zuzüglich dreier Auszüge) auf zwei Manualen und Pedal (pneumatische Kegelladen). Einige Register des II. Manuals sind schwellbar.
| I. Manual C–f3 |               |        |
|                | Prinzipal     | 16′    |
|                | Bordun        | 16′    |
|                | Prinzipal     | 08′    |
|                | Gamba         | 08′    |
|                | Dolce         | 08′    |
|                | Tibia         | 08′    |
|                | Gedeckt       | 08′    |
|                | Wienerflöte0  | 08′    |
|                | Octav         | 04′    |
|                | Gemshorn      | 04′    |
|                | Hohlflöte     | 04′    |
|                | Quinte        | 02 ⁄3′ |
|                | Octav         | 02′    |
|                | Cornett (I–V) | 08′    |
|                | Mixtur (IV–V) | 04′    |
|                | Trompete      | 08′    |

| II. Manual C–f3 |                    |     |      |
|                 | Stillgedeckt       | 16′ |      |
|                 | Geigenprinzipal    | 08′ |      |
|                 | Traversflöte       | 08′ |      |
|                 | Salizional         | 08′ |      |
|                 | Lieblich Gedeckt 0 | 08′ | 0(s) |
|                 | Aeoline            | 08′ | 0(s) |
|                 | Vox coelestis      | 08′ | 0(s) |
|                 | Prinzipal          | 04′ |      |
|                 | Rohrflöte          | 04′ | 0(s) |
|                 | Dulciana           | 04′ | 0(s) |
|                 | Flautino           | 02′ | 0(s) |
|                 | Cornett (III–V)    | 08′ | 0(s) |
|                 | Fagott-Clarinett   | 08′ | 0(s) |

| Pedal C–e1 |                |         |
|            | Principalbass  | 16′     |
|            | Violonbass     | 16′     |
|            | Subbass        | 16′     |
|            | Harmonikabass0 | 16′     |
|            | Quintbass      | 10 2⁄3′ |
|            | Octavbass      | 08′     |
|            | Violoncello    | 08′     |
|            | Flötenbass     | 04′     |
|            | Posaune        | 16′     |

- Koppeln: Manual-Coppel II/I, I/P, II/P, Suboctavkoppel II/I
- Spielhilfen: Feste Kombinationen (Drucktaster unter dem I. Manual: pp, p, mf, ff), Auslöser/Handregister (O), Registercrescendo (aktivierbar durch einen Drucktaster unter dem I. Manual), Schwelltritt für die mit (s) markierten Register des  II. Manuals (und wahlweise für das Registercrescendo)
- Anmerkung

(s) = schwellbar

## Gottesdienste
Eucharistiefeier ist am Dienstag und Donnerstag um 17:00 Uhr. Die Sonntagsgottesdienste beginnen am Samstag um 17.00 Uhr und am Sonntag um 11.30 Uhr. Am Dienstag und Donnerstag wird um 17:45 Uhr nach der hl. Messe die Vesper gefeiert.
Die Krypta ist täglich zur eucharistischen Anbetung geöffnet. Seit 2008 findet in der Kirche regelmäßig der Nightfever-Gottesdienst für Nürnberg statt.

## Persönlichkeiten
- Johann Jakob von Hauck, Pfarrer an St. Elisabeth, Erzbischof von Bamberg
- Joseph Otto Kolb, Pfarrer an St. Elisabeth, Erzbischof von Bamberg
- Werner Radspieler, Weihbischof im Erzbistum Bamberg